# مغناطيسية حيوانية

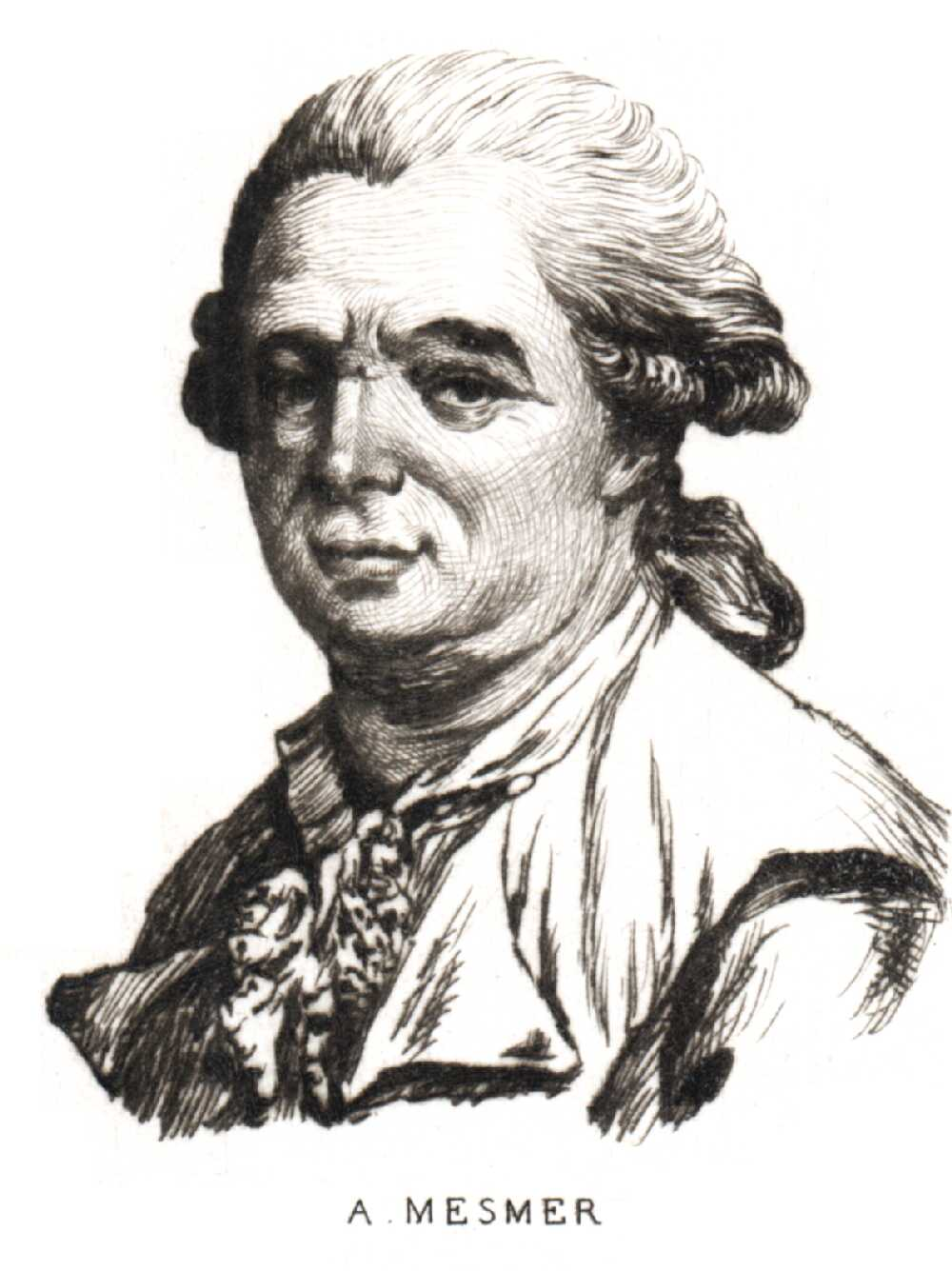

المغناطيسية الحيوانية، وتعرف أيضًا باسم المسمرية (التنويم المغناطيسي)، كانت الاسم الذي أعطاه الطبيب الألماني الدكتور فرانز مسمر في القرن الثامن عشر لما اعتُقد أنه قوة طبيعية خفية (ليبينسماغنيتيسمس) تملكها جميع الكائنات الحية، من ضمنها البشر والحيوانات والخضروات. واعتقد أن لهذه القوة تأثيرات جسدية، مثل الشفاء، وقد حاول باستمرار أن يحصل على الاعتراف العلمي بأفكاره، ولكن دون أن ينجح.
جذبت نظرية المذهب الحيوي متابعين عديدين في أوروبا والولايات المتحدة وكانت معروفة خلال القرن التاسع عشر. عُرف الممارسون لها بالممغنطين بدلًا من المنوّمين المغناطيسيين. وكانت اختصاصًا مهمًا في الطب لنحو 75 سنة من بداياتها في عام 1779، واستمرت في التأثير لفترة خمسين سنة أخرى. كُتبت مئات الكتب عن الموضوع بين العامين 1766 و1925، ولكنها منسية بشكل كامل تقريبًا اليوم. وما زالت المسمرية تُمارس كنوع من أنواع الطب البديل في بعض البلدان، ولكن الجزيئات المغناطيسية غير معترف بها كجزء من العلوم الطبية.

## اشتقاق وتعريفات

### «المُمغنِط»
كانت المصطلحات «مُمغنِط Magnetizer» و«منوم مغناطيسي Mesmerizer» تنطبق على الناس الذين يدرسون ويمارسون المغناطيسية الحيوانية. وكانت هذه المصطلحات مميزة عن «المسمري Mesmerist» و«المغناطيسي Magnetist»، التي تعتبر دلالًة على الذين يدرسون المغناطيسية الحيوانية دون أن يكونوا ممارسين لها؛ وعن «المُعالج بالتنويم المغناطيسي Hypnotist»، وهو الشخص الذي يمارس «التنويم المغناطيسي Hybnosis».
يأتي اشتقاق كلمة مُمغنِط من الكلمة الفرنسية «Magnetiseur»  («ممارسة طرق المسمرية»)، والتي بدورها مشتقة من الفعل الفرنسي «Magnetizer». ويشير المصطلح إلى من لديه قدرة التلاعب بـ«السائل المغناطيسي» مع تأثيرات على أشخاص حاضرين تُعتبر مماثلة للتأثيرات المغناطيسية. ويمكن إيجاد هذا المعنى للمصطلح، على سبيل المثال، في تعبير أنتوني جوزيف جورساس: «المُمغنط هو إمامُ الطاقة الحيوية».

### المسمرية
ظهر ميل بين الممغنطين البريطانيين لتسمية تقنياتهم السريرية باسم «المسمرية»؛ إذ أرادوا أن يبعدوا أنفسهم من التوجه النظري للمغناطيسية الحيوانية التي تنبى على مبدأ «السائل المغناطيسي». في ذلك الوقت، حاول بعض الممغنطين فرض ما اعتقدوا أنه كان «سائلًا» مغناطيسيًا، وقد حاولوا هذا في بعض المرات عن طريق «مدّة الأيادي». تضمنت التأثيرات المبلغ عنها أحاسيس متنوعة: حرارة شديدة، وارتجاف، وغيبوبات، ونوبات.
اتخذ العديد من الممارسين المنهج العلمي، مثل جوزيف فيليب فرانسوا ديلوز (1753-1835)، طبيب فرنسي وخبير بعلم التشريح وطبيب نسائي وفيزيائي. وكان أحد تلامذته هو ثيودور ليجيه (1799-1853)، الذي كتب أن الاسم «مسمرية» كان «غير لائق». (انتقل ليجيه إلى تكساس في عام 1836 تقريبًأ).

بعد أن لاحظ ليجيه، بحلول عام 1846، استبدال مصطلح «الكهرباء» بمصطلح «الغلفانية»، كتب في تلك السنة:
المسمرية، من بين كل الأسماء التي اقتُرحت [لاستبدال مصطلح المغناطيسية الحيوانية]، هي بالتأكيد أكثر مصطلح غير ملائم؛ في المقام الأول، لم يُحدّد أبدًا اسم أي علم حقيقي باسم شخص، مهما كانت الادعاءات التي يثيرها لجانبه؛ وثانيًا، ماهي مطالبات مسمر لشرف كهذا؟ هو ليس مخترعًا للجانب العملي للعلم، بسبب أننا نستطيع تعقب ممارسته خلال أكثر العصور بعدًا؛ وفي هذا الصدد، تم التخلي عن الجزء الذي قدمه بالكامل. اقترح لها نظرية انفجرت الآن [أي عام 1846] وكانت، بسبب أخطائه، قاتلةً لتقدمنا. لم يتكلم أبدًا عن الظاهرة التي أصلحت قضيتنا بين رجال العلم؛ وبما أنه لا يوجد شيء يُنسب إلى مسمر، لا في الممارسة ولا في النظرية أو في الاكتشافات التي تشكل علمنا، لماذا يجب أن تُسمى المسمرية؟

## الهيئة الملكية
في عام 1784 درست هيئة ملكية فرنسية، عيّنها لويس السادس عشر، نظرية مسمر للسائل المغناطيسي في محاولة لبرهنتها بدليل علمي. تضمنت اللجنة ماجولت، وبنجامين فرانكلين، وجان سيلفان بايلي، وجان باتيست لو روي، وسالين، وجان دارسيه، ودي بوريه، وجوزيف-إيغنيس غيلوتين، وأنطوان لافوازييه، بويسونير، كايل، مودويت دي لا فارين، أندري، دي جوسيو.
وبينما اتفقت اللجنة على أن العلاجات التي دعا إليها مسمر كانت علاجات بالفعل، استنتجت أيضًا عدم وجود دليل على وجود «السائل المغناطيسي»، وأن تأثيراتها مشتقة إما من مخيلات الخاضعين لها أو من الدجل.

## تحقيق الأكاديمية الملكية
درست لجنة تحقيق ثانية، عُينت من قبل تصويت بالأغلبية في 1826 في أكاديمية الطب الملكية في باريس التأثيرات والاحتمالات السريرية للعملية المسمرية، دون محاولة برهنة الطبيعة الفيزيائية لأي سائل مغناطيسي. يقول التقرير:

ما رأيناه في نطاق تجاربنا لا يحمل أي نوع من التشابه مع ما يشير إليه تقرير عام 1784 بخصوص الممغنطين من تلك الفترة. نحن لا نقرُّ أو نرفض وجود السائل، لأننا لم نتأكد من الحقيقة؛ لا نتكلم عن الباكيه... ولا عن تجمع عدد كبير من الناس معًا من الذين نُوِّموا مغناطيسيًا بوجود جمهور من الشهود؛ لأن جميع تجاربنا قد أُجريت في سكون تام... ودائمًا على شخص واحد بمفرده كل مرة. نحن لا نتحدث عن.. الأزمة
وكان من ضمن الاستنتاجات:

لقد أثرت المغناطيسية على الأشخاص من مختلف الأجناس والأعمار.... بصورة عامة، لا تعمل المغناطيسية على الأشخاص الذين صحتهم جيدة... ولا تعمل أيضًا على جميع الأشخاص المرضى.
...يمكننا الاستنتاج مع التأكيد أن هذه الحالة موجودة، عندما تقود إلى تطوير قدرات جديدة، والتي حددت باسم الاستبصار؛ الحدس؛ البصيرة الداخلية؛ أو عندما ينتج عنها تغيرات كبيرة في الاقتصاد المادي، مثل عدم الإدراك؛ زيادة مفاجئة وضخمة في القوة؛ وعندما لا يمكن إحالة هذه التأثيرات إلى أي سبب آخر.
...لا يمكننا التأثير في شخص ممغنط فحسب، ولكن بإمكاننا حتى وضعه في حالة السير أثناء النوم بشكل كامل، ونخرجه منها دون علمه، بعيدًا عن نظره، على مسافة معينة، ومع تداخل الأبواب.
... العدد الكبير من المُسرنِمين (السائرين أثناء النوم) الذين رأيناهم، كانوا غير مدركين بشكل كامل... قد نقرص بشرتهم، لدرجة ترك علامة، نخزهم بدبابيس تحت أظافرهم، وما إلى ذلك دون التسبب بأي آلام، دون حتى أن يعوا بها. وأخيرًا، رأينا واحدة كانت غير مدركة لأحد أكثر العمليات إيلامًا في الجراحة، ولم تبين أدنى درجة من العواطف في ملامحها، أو نبضها، أو تنفسها.
... المغناطيسية  شديدة لدرجة أن بالإمكان الإحساس بها من مسافة ستة أقدام كمسافة ست بوصات؛ والظواهر المطورة هي نفسها في كلتا الحالتين.

... سوف يُسمح للمغناطيسية بمكان ضمن حلقة العلوم الطبية...

## المسمرية والتنويم المغناطيسي
كانت آبي فاريا إحدى تلاميذ فرانز أنتون مسمر واستمرت بعمله بعد استنتاجات الهيئة الملكية. في بداية القرن التاسع عشر، يقال إن آبي فاريا أدخلت التنويم المغناطيسي الشرقي إلى باريس وأجرت تجارب لإثبات أنه «لم يكن هنالك ضرورة لقوة مميزة لإنتاج الظواهر المسمرية مثل الغيبوبة، ولكن المسبب المُحدد يقع ضمن الخاضع للتجربة نفسه»، وبمعنى آخر، إنها لم تعمل إلا بقوة الاقتراح.
نشأ التنويم المغناطيسي، وهو تسمية ابتُكرت من قبل الجرّاح الإسكتلندي جيمس برايد، كردٍّ من برايد على معرض «المغناطيسية الحيوانية» عام 1841 لتشارلز لافونتين في مانشستر.